# John Merle Coulter

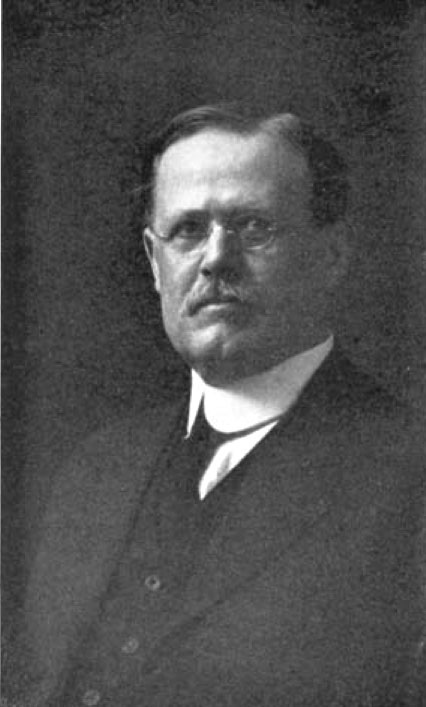
John Merle Coulter

John Merle Coulter (* 20. November 1851 in Ningbo; † 23. Dezember 1928 in Yonkers, New York) war ein US-amerikanischer Botaniker und Gründungsherausgeber der Botanical Gazette. Sein offizielles botanisches Autorenkürzel lautet „J.M.Coult.“

## Leben
John Merle Coulter wurde wie sein Bruder Stanley Coulter als Kind von Missionaren in China geboren, erhielt seine Schulausbildung aber am Hover College in Indiana, wohin seine verwitwete Mutter 1853 zurückgekehrt war. Von 1872 bis 1873 arbeitete er als Botaniker für den United States Geological Survey in den Rocky Mountains und unterrichtete danach Naturwissenschaften an seinem alten College, ehe er 1879 eine Professur für Biologie am Wabash College in Crawfordsville übernahm. 1882 wurde er an der Indiana University zum Ph.D. (Doktor der Philosophie) promoviert. Von 1891 bis 1893 fungierte er als Präsident der Indiana University, und von 1893 bis 1896 stand er dem Lake Forest College in Illinois vor. 1896 übernahm er die Leitung der Botanischen Abteilung an der University of Chicago. 
Coulter war seit 1874 mit Georgiana Margaret Gaylord (1854–1934; genannt „Georgia“) verheiratet. Sie hatten sechs Kinder, von denen drei das Erwachsenenalter erreichten: John Gaylord Coulter (1876–1961), Grace Allen Coulter (1878–1967) und Merle Crowe Coulter (1894–1958). Letzterer wurde ebenfalls Botaniker. Im Januar 1909 überlebte er zusammen mit seiner Frau und den Kindern Grace und Merle den Untergang des White-Star-Schiffes Republic vor Nantucket, bei dem sechs Menschen ums Leben kamen.
1925 zog er nach Yonkers in New York um, von wo aus er am Aufbau des Boyce Thompson Instituts für Botanik in Ithaca beteiligt war, dessen Institutsvorstand er wurde.

## Ehrungen
1898 wurde er in die American Academy of Arts and Sciences gewählt, 1909 in die National Academy of Sciences und 1915 in die American Philosophical Society aufgenommen. 1920 verlieh ihm die Universität von Indiana den Ehrendoktor der juristischen Fakultät. Vasey und Rose beschrieben die Gattung Coulterella aus der Familie der Asteraceae, B.L. Robinson die Gattung Coulterophytum aus der Familie der Doldenblütler ihm zu Ehren.

## Schriften (Auswahl)
1875 gründete Coulter die wissenschaftliche Zeitschrift Botanical Gazette. Außerdem verfasste er folgende Bücher:
- Synopsis of the Flora of Colorado. Washington 1874, (online). - mit Thomas Conrad Porter (1822–1901)
- Manual of the botany (Phaenogamia and Pteridophyta) of the Rocky mountain region, from New Mexico to the British boundary. New York/Chicago 1885, (online).
- Botany of western Texas: A manual of the phanerograms and pteridophytes of western Texas. In: Contributions from the United States National Herbarium. Band 2, 1892–1893, (online)
- Preliminary Revision of the North American species of Cactus, Anhalonium and Lophophora. In: Contributions from the United States National Herbarium. Band 3, Nummer 2, Juni 1894, S. 91–132, (online).
- Preliminary Revision of the North American Species of Echinocactus, Cereus, and Opuntia. In: Contributions from the United States National Herbarium. Band 3, Nummer 7, April 1896. S. 355–462, (online).
- Plant relations. A first book of botany. D. Appleton & Co., New York 1900, (online).
- Plant structures. A second book of botany. D. Appleton & Co., New York 1900, (online).
- Morphology of Spermatophytes. D. Appleton & Co., New York 1901, (online). - mit Charles Joseph Chamberlain (1863–1943)
- Morphology of Angiosperms (Morphology of spermatophytes. Part II). D. Appleton & Co., New York 1903,  (online). - mit Charles Joseph Chamberlain
- Plant studies. An elementary botany. D. Appleton & Co., New York 1905, (2. Auflage, 1911).
- Plants. A Text-Book of Botany.  D. Appleton & Co., New York 1907, (online).
- Morphology of Gymnosperms. Chicago 1910, (online). - mit Charles Joseph Chamberlain
- Elementary Studies in Botany. D. Appleton & Co., New York/Chicago 1913, (online).
- Fundamentals of Plant Breeding. D. Appleton & Co., New York/Chicago 1914.
- Plant Genetics. University of Chicago Press, Chicago 1918, (online). - mit Merle Crowe Coulter (1894–1958)

Mit Joseph Nelson Rose
- Synopsis of North American pines, based upon leaf anatomy. I. In: Botanical Gazette. Band 11, 1886, S. 256–262, (online).
- Synopsis of North American pines, based upon leaf anatomy. II. In: Botanical Gazette. Band 11, 1886, S. 302–309, (online).
- Notes on Umbelliferae of E. United States.  In: Botanical Gazette. Band 12, 1887, S. 12–16, 60–63, 73–76, 102–104, 134-138, 157-160, 261-264, 291–295.
- Notes on Western Umbelliferae. In: Botanical Gazette. Band 13, 1888, S. 77–81, 141–146, 208–211.
- Revision of North American Umbelliferae. Herbarium Wabash College, Crawfordsville 1888, (online).
- Notes on North American Umbelliferae I. In: Botanical Gazette. Band 14, 1889, 274–284.
- A new genus of Umbelliferae. In: Botanical Gazette. Band 15, 1890, S. 15–16, (online).
- Notes on North American Umbelliferae II. In: Botanical Gazette. Band 15, 1890, S. 259–261, (online).
- Actinella (Hymenoxis) Texana, n. sp. In: Botanical Gazette. Band 16, 1891, S. 27–28, (online).
- New Genus of Umbelliferae. In: Botanical Gazette. Band 19, 1894, S. 466, (online).